# Buket Meutuah
Buket Meutuah is een bestuurslaag in het regentschap Langsa van de provincie Atjeh, Indonesië. Buket Meutuah telt 792 inwoners (volkstelling 2010).